# Klein tasjeskruid
Klein tasjeskruid (Teesdalia nudicaulis) is een eenjarige plant, die behoort tot de kruisbloemenfamilie (Brassicaceae). De plant komt van nature voor in West- en Midden-Europa.
De plant wordt 3-20 cm hoog en vormt een wortelrozet. De bladeren zijn liervormig veerspletig tot veerdelig en hebben een stompe eindslip.
Klein tasjeskruid bloeit van april tot juni (soms ook nog in augustus en september) met witte bloemen, die gegroepeerd staan in een tros. De twee buitenste kroonbladen zijn 1,5 mm lang en de twee binnenste zijn 1 mm lang.
De 3-4 mm lange, omgekeerd eironde, afgeplatte en smal gevleugelde vrucht is een hauwtje met een zeer korte snavel.

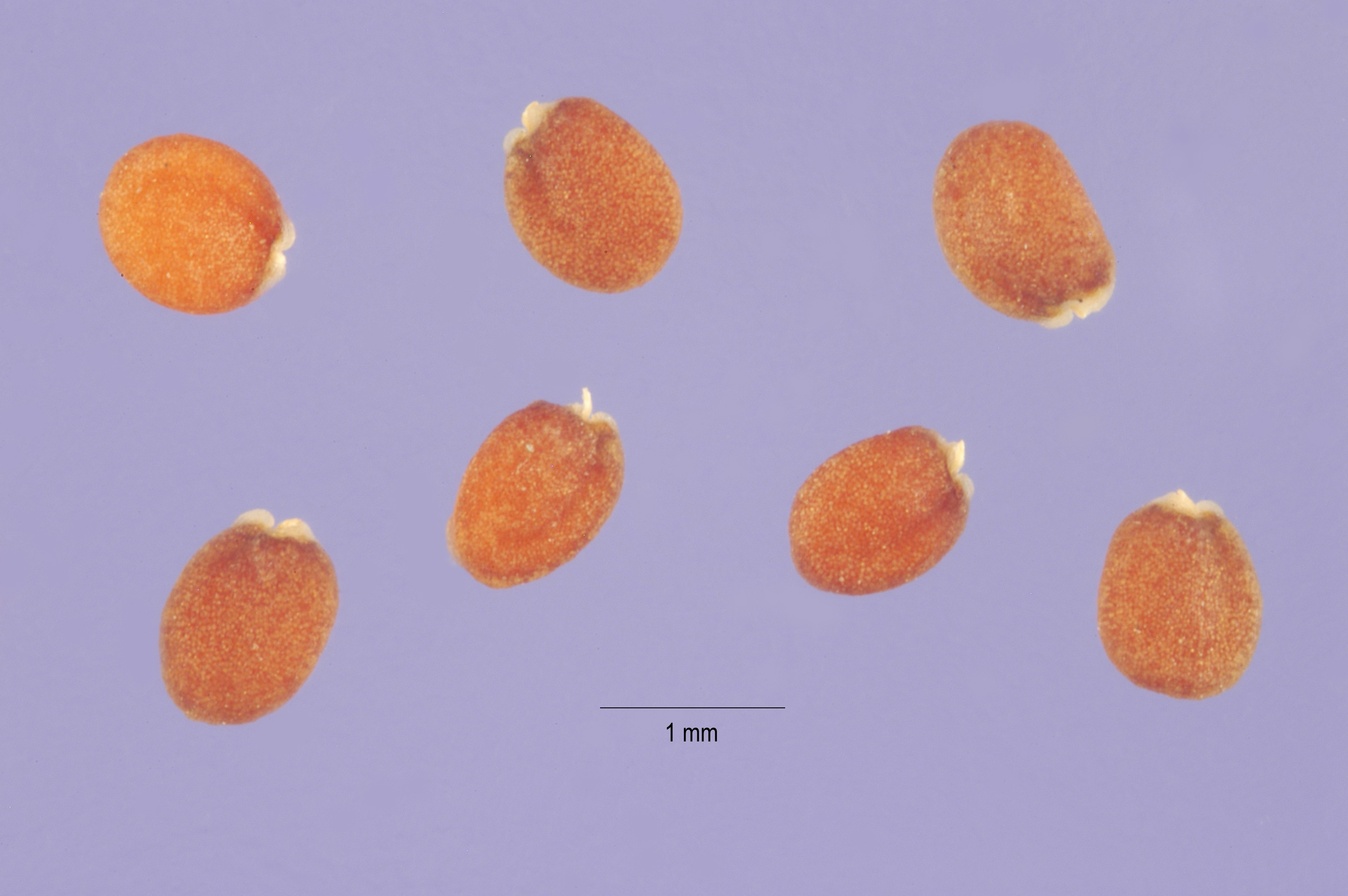
Zaden

De plant komt als pionier voor op droge, vrij zure zandgrond bij zandverstuivingen, in graanvelden en duinen.

## Plantengemeenschap
Het klein tasjeskruid is een kensoort voor de vogelpootje-associatie (Ornithopodo-Corynephoretum).
Het is tevens een indicatorsoort voor struisgrasvegetaties (ha) subtype Dwerghaververbond, een karteringseenheid in de Biologische Waarderingskaart (BWK) van Vlaanderen en het Brussels Hoofdstedelijk Gewest.

## Namen in andere talen
- Duits: Nacktstängeliger Bauernsenf, Bauernsenf
- Engels: Shepherd's Cress, Barestem teesdalia
- Frans: Téesdalie à tige nue